# Polynema halidayi
Polynema halidayi är en stekelart som beskrevs av Debauche 1948. Polynema halidayi ingår i släktet Polynema och familjen dvärgsteklar.
Artens utbredningsområde är:
- Belgien.
- Rumänien.

Inga underarter finns listade i Catalogue of Life.